# Siennesis III
Siennesis III (en llatí Syennesis, en grec antic Συέννεσις) fou rei de Cilícia als segles V i IV aC.
Podria ser net de Siennesis II. Estava casat amb una dona de nom Epiaxa. El 401 aC durant la revolta de Cir el Jove contra Artaxerxes II de Pèrsia, les forces gregues van entrar al regne i van trobar els passos del Taure vigilats per les forces de Siennesis; finalment el rei es va retirar quan va saber que la força dirigida per Menó havia entrat ja a Cilícia i que els mercenaris i Cir el Jove, anaven per mar des de Jònia dirigits per Sami i Tamos de Memfis. Cir va arribar a Tars on es va reunir amb les forces de Menó i els soldats van saquejar la ciutat. Siennesis va fugir a una fortalesa a la muntanya, però la seva dona el va convèncer de presentar-se davant Cir i donar-li suport; així ho va fer i es va presentar a Tars; El príncep rebel el va recompensar amb una gran suma de diners, i va rebre també un cos de soldats posats sota la direcció d'un fill de Siennesis. Però el rei de Cilícia va prendre la precaució d'enviar un altre fill a la cort persa per comunicar que el seu pare actuava obligat però el seu cor era amb el rei. La manera com Xenofont explica aquest fet, sembla indicar que Siennesis actuava com un rei independent.
Després de la batalla de Cunaxa on va morir Cir, Siennesis es va trobar en una posició complicada. Segurament va ser deposat i el regne annexionat i convertit en satrapia, potser l'any 400 aC.